# Jaakko Rissanen
Jaakko Rissanen, född 12 november 1989 i Kuopio, är en finsk professionell ishockeyspelare som spelar för Kalevan Pallo i Liiga. Under sin åtta första säsonger som senior tillbringade Rissanen sex säsonger med moderklubben Kalevan Pallo och två säsonger för SaiPa i Finland. Under tiden i Kalevan Pallo blev han vid flera tillfällen också utlånad till SaPKo i Mestis.
Efter en poängmässigt stark säsong med Kalevan Pallo 2016/17 där laget tog ett finskt silver, tillbringade Rissanen den efterföljande säsongen i KHL där han representerade både den ryska klubben HK Vitjaz Podolsk, och den kinesiska klubben Red Star Kunlun. Efter ytterligare en säsong i Finland med Kalevan Pallo, skrev han i juni 2019 ett avtal med Linköping HC i SHL. Efter två säsonger i SHL återvände han till Kalevan Pallo inför säsongen 2021/22; 2025 vann han det finska mästerskapet med klubben.

## Karriär

### 2009–2017: Etablering i Liiga
Rissanen började spela ishockey i moderklubben Kalevan Pallo. Som junior tilldelades han Teemu Selänne Award säsongen 2009/10 som den bästa spelaren i den finska juniorligan. Samma säsong debuterade Rissanen med Kalevan Pallo i FM-ligan. Totalt spelade han 15 grundseriematcher där han noterades för tre mål och en assistpoäng. Dessutom blev han under säsongen utlånad till SaPKo i Mestis, för vilka han spelade två matcher. De två efterföljande säsongerna etablerade sig Rissanen i såväl Kalevan Pallos seniorlag som i FM-ligan. Även under dessa säsonger blev han utlånad till SaPKo i Mestis. Som bäst noterades han för 16 poäng på 49 grundseriematcher (fem mål, elva assist), säsongen 2011/12.
Den 5 september 2012 meddelades det att Rissanen lämnat Kalevan Pallo för spel med seriekonkurrenten SaiPa. Säsongen 2012/13 blev Rissanens poängmässigt bästa dittills i FM-ligan. På 47 grundseriematcher noterades han för 27 poäng (11 mål, 16 assist) och slutade på fjärde plats i lagets interna poängliga. På två säsonger i klubben stod Rissanen för totalt 42 poäng, varav 16 mål, på 91 grundseriematcher.
Den 24 april 2014 meddelades det att Rissanen återvänt till Kalevan Pallo och skrivit ett tvåårsavtal med klubben. Inför sin andra säsong sedan återkomsten i Kalevan Pallo utsågs han till en av lagets assisterande lagkaptener. Den 27 november 2015 förlängde Rissanen sitt avtal med Kalevan Pallo med ytterligare två säsonger. Säsongen tog dock slut för Rissanen redan i december 2015 då han senare genomgick en höftoperation. Innan dess hade Rissanen ett poängsnitt på en poäng per match. På 19 grundseriematcher noterades han för 5 mål och 14 assist.
Säsongen 2016/17 var Rissanens poängmässigt främsta. Han vann lagets interna poängliga och slutade på tionde plats i FM-ligans totala poängliga med 43 poäng på 60 grundseriematcher, varav nio mål. Med 34 assistpoäng slutade han tvåa i assistligan, bakom Henrik Haapala. Kalevan Pallo slutade på tredje plats i grundserien och tog sig sedan till final i slutspelet då man i tur och ordning slagit ut Pelicans (4–1) och JYP (4–3). Kalevan Pallo ledde sedan finalserien med 2–0 i matcher innan man förlorade fyra matcher i följd. På 18 slutspelsmatcher stod Rissanen för fyra mål och fyra assistpoäng.

### Från 2017: Spel utomlands och återkomst till Liiga
Den 3 maj 2017 bekräftades det att Rissanen skrivit ett avtal med en utländsk klubb för första gången i sin karriär. Han lämnade Kalevan Pallo för spel med den ryska klubben HK Vitjaz Podolsk i KHL. Den 23 augusti samma år spelade han sin första match i KHL, mot HK Dynamo Moskva. Senare samma månad, i sin fjärde KHL-match, noterades Rissanen för sitt första mål i ligan, på Alexander Sudnitsin, i en 3–1-förlust mot Lokomotiv Jaroslavl. Den 6 november 2017 blev Rissanen bortbytt från Vitjaz Podolsk till den kinesiska klubben Kunlun Red Star, mot Matias Myttynen. Under säsongen spelade Rissanen totalt 46 matcher i KHL och noterades för elva poäng (fyra mål, sju assist).
Den 6 april 2018 stod det klart att Rissanen återvänt till Finland för spel med Kalevan Pallo.
Den 3 juni 2019 meddelades det att Rissanen skrivit ett ettårsavtal med Linköping HC i SHL. Han gjorde SHL-debut i säsongspremiären mot Djurgårdens IF den 14 september 2019. I samma match noterades han för sitt första SHL-mål, på Niklas Svedberg, i en 4–2-förlust. Rissanen slutade på tredje plats i Linköpings interna poängliga och var tillsammans med Broc Little den spelare i laget som gjorde flest assistpoäng (21). På 50 grundseriematcher noterades han för totalt 27 poäng. Den 17 mars 2020 meddelades det att Rissanen förlängt sitt avtal med Linköping med ytterligare en säsong.
Efter två säsonger i Sverige med Linköping HC stod det den 3 maj 2021 klart att Rissanen återvänt till Kalevan Pallo. Rissanen slutade på andra plats i lagets interna poängliga och gjorde 38 poäng på 51 matcher. Han var, tillsammans med Tuomas Kiiskinen, den som gjorde flest assistpoäng i laget (26). Kalevan Pallo slutade på elfte plats i grundserien och missade därmed slutspelet.
2022/23 gjorde Rissanen sin poängmässigt bästa säsong som senior. På 57 grundseriematcher stod han för 50 poäng, varav 16 mål, och vann lagets interna poängliga. Han slutade på femte plats både i Liigas poäng- och assistliga. I slutskedet av grundserien stod det den 16 februari 2023 klart att Rissanen förlängt sitt avtal med klubben med ytterligare två säsonger. Laget slutade på femte plats i grundserietabellen och i det följande slutspelet slogs man ut i kvartsfinalserien mot Pelicans med 4–3 i matcher. I sin tionde säsong för Kalevan Pallo spelade Rissanen 48 grundseriematcher och noterades för 27 poäng, varav tio mål. Som wild card tog sig laget till slutspel och slog ut både Vasa Sport och Ilves, innan man själva besegrades med 4–1 i semifinalserien av Tappara.
Den 6 maj 2024 stod det klart att Rissanen förlängt sitt avtal med Kalevan Pallo med ytterligare en säsong. Inför säsongen 2024/25 utsågs han till assisterande lagkapten för klubben och gjorde därefter sin poängmässigt bästa seniorsäsong. På 58 grundseriematcher stod han för 56 poäng vilket gav honom en sjätteplats i Liigas poängliga. Med 40 assistpoäng slutade han på sjunde plats i assistligan. Under slutspelet ådrog sig Rissanen en skada vilken gjorde att han missade 13 matcher. Kalevan Pallo tog sig till finalspel där Rissanen gjorde comeback. Laget besegrade SaiPa med 4–2 i matcher och tog därmed sin första mästerskapstitel.

## Statistik
| 2009–10      | Kalevan Pallo     | Liiga        | 15  | 3   | 1   | 4   | 4   | 6  | 0 | 0  | 0  | 2  |
| 2009–10      | SaPKo             | Mestis       | 2   | 1   | 1   | 2   | 0   | —  | — | —  | —  | —  |
| 2010–11      | Kalevan Pallo     | Liiga        | 33  | 7   | 3   | 10  | 34  | 6  | 1 | 2  | 3  | 4  |
| 2010–11      | SaPKo             | Mestis       | 7   | 1   | 1   | 2   | 0   | —  | — | —  | —  | —  |
| 2011–12      | Kalevan Pallo     | Liiga        | 49  | 5   | 11  | 16  | 16  | 7  | 0 | 0  | 0  | 0  |
| 2011–12      | SaPKo             | Mestis       | 2   | 2   | 0   | 2   | 2   | —  | — | —  | —  | —  |
| 2012–13      | SaiPa             | Liiga        | 47  | 11  | 16  | 27  | 22  | 3  | 0 | 0  | 0  | 0  |
| 2013–14      | SaiPa             | Liiga        | 44  | 5   | 10  | 15  | 12  | 6  | 0 | 1  | 1  | 2  |
| 2014–15      | Kalevan Pallo     | Liiga        | 53  | 5   | 21  | 26  | 24  | 5  | 1 | 1  | 2  | 2  |
| 2015–16      | Kalevan Pallo     | Liiga        | 19  | 5   | 14  | 19  | 12  | —  | — | —  | —  | —  |
| 2016–17      | Kalevan Pallo     | Liiga        | 60  | 9   | 34  | 43  | 34  | 18 | 4 | 4  | 8  | 10 |
| 2017–18      | HK Vitjaz Podolsk | KHL          | 21  | 2   | 6   | 8   | 0   | —  | — | —  | —  | —  |
| 2017–18      | Kunlun Red Star   | KHL          | 25  | 2   | 1   | 3   | 32  | —  | — | —  | —  | —  |
| 2018–19      | Kalevan Pallo     | Liiga        | 47  | 11  | 23  | 34  | 18  | —  | — | —  | —  | —  |
| 2019–20      | Linköping HC      | SHL          | 50  | 6   | 21  | 27  | 22  | —  | — | —  | —  | —  |
| 2020–21      | Linköping HC      | SHL          | 52  | 11  | 12  | 23  | 26  | —  | — | —  | —  | —  |
| 2021–22      | Kalevan Pallo     | Liiga        | 51  | 12  | 26  | 38  | 36  | —  | — | —  | —  | —  |
| 2022–23      | Kalevan Pallo     | Liiga        | 57  | 16  | 34  | 50  | 26  | 6  | 0 | 2  | 2  | 2  |
| 2023–24      | Kalevan Pallo     | Liiga        | 48  | 10  | 27  | 37  | 24  | 12 | 1 | 5  | 6  | 8  |
| 2024–25      | Kalevan Pallo     | Liiga        | 58  | 16  | 40  | 56  | 26  | 6  | 1 | 4  | 5  | 4  |
| Liiga totalt | Liiga totalt      | Liiga totalt | 581 | 115 | 259 | 375 | 288 | 75 | 8 | 19 | 27 | 34 |
| SHL totalt   | SHL totalt        | SHL totalt   | 102 | 17  | 33  | 50  | 48  | —  | — | —  | —  | —  |